# Alex Shapiro
Alex Shapiro (* 11. Januar 1962 in New York City) ist eine US-amerikanische Komponistin.
Shapiro begann ihr Kompositionsstudium fünfzehnjährig bei Leo Edwards am Mannes College of Music und bei Michael Czajkowski und George Tsontakis an der Aspen Music Festival and School. Sie studierte dann an der Juilliard School of Music und der Manhattan School of Music bei Ursula Mamlok und John Corigliano. Außerdem nahm sie Gitarrenunterricht bei Marshall Kreisler.
Sie ist Vorstandsmitglied des American Music Center und der MacDowell Colony, Mitglied des Symphony & Concert Committee der ASCAP, Präsidentin des Vorstandes des American Composers Forum of Los Angeles und Vorstandsmitglied der NACUSA, der College Music Society und der Society of Composers & Lyricists. Sie war Composer in Residence des NOW Music Festival, des Athena Festival der Murray State University und der New Music Festival der Santa Clara University (2006, mit Chen Yi und Alvin Singleton).    

## Werke
- The Medicine Show, Musik zur Fernsehshow (1993)
- The Last Job, Filmmusik (1994)
- Horses and Champions, Filmmusik (1995)
- For My Father für Klavier (1996)
- Piano Suite No. 1, "The Resonance of Childhood" (1996)
- Intermezzo für Klavier, oder Klarinette und Klavier oder Klarinette und Harfe (1998) oder Flöte und Harfe (2008)
- Trio for Clarinet, Violin and Piano (1998)
- Evensong Suite für Flöte, Klarinette, Fagott und Klavier (1999)
- Of Breath and Touch für Fagott und Klavier (1999)
- Phos Hilaron für Flöte, Klarinette, Fagott und Klavier (1999)
- Piano Trio No. 1, "Elegy", 1999, 2004
- Journey für Violine oder elektrische Violine und CD (1999)
- Shiny Kiss für Flöte (1999)
- Sonata for Piano (1999)
- Transplant für Orgel (1999)
- Introspect, Streichquartett (2000)
- Music for Two Big Instruments für Tuba und Klavier (2000)
- Of Bow and Touch für Kontrabass und Klavier (2000)
- Re:pair für zwei Flöten (2000) oder Flöte und Oboe oder Fagott oder zwei Fagotte (2001) oder Klarinette und Fagott (2008)
- Desert Notes für Oboe, Fagott und Klavier (2001)
- Desert Passage für Violine, Cello oder Tenorsaxophon und Klavier (2001)
- Desert Waves für Violine oder elektrische Violine oder Viola und CD (2001)
- Of Air and Touch für Oboe und Klavier (2001)
- Of Wood and Touch für Cello und Klavier (2001)
- Slip für Violine und Cembalo (2001)
- Celebrate! für Chor und Klavier (2002)
- Water Crossing für Klarinette und CD (2002)
- At the Abyss für Klavier, Marimba, Vibraphon und Perkussion (2003)
- Current Events, Streichquintett (2003)
- Bioplasm, Flötenquartett (2004)
- Deep für Kontrafagott oder Tuba und CD (2004)
- Plasma für Flötenquartett (2004)
- Chakra Suite für 32-saitige Veena, Tabla und Gitarre (2005)
- Desert Tide für Sopransaxophon und CD (2005)
- Unhinged für Elektronik (2005)
- Vista für Violine und CD (2005)
- Evolve für Viola oder elektrische Viola und CD (2006)
- Just a Minute of Your Time für Elektronik (2006)
- Music for Four Big Instruments für Tuba, Klavier, Kontrabass und Schlagzeug (2006)
- Of String and Touch für Viola und Klavier (2006)
- Of Wind and Touch für Baritonsaxophon und Klavier (2006)
- Slipping für Violine, Cembalo und Perkussion (2006)
- Unabashedly für (Piccolo)flöte, Violine, Cello und Klavier (2006)
- Desert Run für Oboe, Klarinette und Klavier (2007)
- Luvina für Klavier (2007)
- Water Voyage für zwei Klarinette und CD (2007)
- Below für Kontrabassflöte und CD
- Desert Thoughts für Flöte, Klarinette, und Klavier (2008)
- Five Squared, Streichquartett (2008)
- Flea Circus für Klarinette, Violine und Klavier (2008)
- Homecoming (2008)
- Slowly, searching für Klavier (2009)
- Archipelago für Bläserquintett, Streichquartett und Kontrabass (2009)
- The Ebb of Memory für Streichorchester (2010)
- Immersion (3 mvts) für Blaskapelle und CD (2010)
- Paper Cut für Blaskapelle, recycletes Druckerpapier und aufgezeichnete Elektronik (2010)
- Unabashedly More für (Piccolo)flöte, Klarinette, Violine, Viola, Cello und Klavier (2010)
- Elegiac für Klarinette, Cello und Klavier (2010)
- Intermezzo for Bass Flute and Piano (2010)
- Vendaval de Luvina für Klavier und aufgezeichnete Elektronik (2010)

## Weblink
- Homepage von Alex Shapiro